# Qu Chunyu
Qu Chunyu (* 20. Juli 1996 in Qiqihar) ist eine chinesische Shorttrackerin.

## Werdegang
Qu trat international erstmals bei den Olympischen Jugend-Winterspielen 2012 in Innsbruck in Erscheinung. Dort gewann sie die Silbermedaille mit der Staffel. Zudem wurde sie Achte über 500 m und Siebte über 1000 m. Zwei Jahre später holte sie bei den Juniorenweltmeisterschaften in Erzurum die Bronzemedaille mit der Staffel. Im Shorttrack-Weltcup debütierte sie im Dezember 2015 in Shanghai und belegte dabei den vierten Platz über 1000 m und den dritten Rang über 500 m. Bei den Juniorenweltmeisterschaften 2016 in Sofia gewann sie über 1500 m die Bronzemedaille und im Mehrkampf, über 500 m, über 1000 m und mit der Staffel jeweils die Goldmedaille. Im März 2016 holte sie bei den Weltmeisterschaften 2016 in Seoul die Bronzemedaille über 500 m. Im folgenden Jahr gewann sie bei den Weltmeisterschaften in Rotterdam die Goldmedaille mit der Staffel. Im Februar 2017 holte sie bei den Winter-Asienspielen in Sapporo die Silbermedaille mit der Staffel. Bei den Olympischen Winterspielen 2018 in Pyeongchang wurde sie Achte über 1000 m und jeweils Siebte über 500 m und mit der Staffel. Im März 2018 gewann sie bei den Weltmeisterschaften in Montreal die Bronzemedaille über 500 m. Im folgenden Jahr belegte sie bei den Weltmeisterschaften in Sofia den 20. Platz im Mehrkampf, den zehnten Rang über 1000 m und den fünften Platz über 500 m. In der Saison 2019/20 kam sie über 500 m zweimal auf den zweiten und einmal auf den dritten Platz und errang damit den vierten Platz im Weltcup. Zudem siegte sie in Montreal mit der Mixed-Staffel und der Staffel und in Salt Lake City mit der Staffel. Zudem belegte sie dort mit der Mixed-Staffel und in Dresden mit der Staffel jeweils den zweiten Platz.

## Persönliche Bestzeiten
- 500 m 42,411 s (aufgestellt am 9. Februar 2020 in Dresden)
- 1000 m 1:29,125 min (aufgestellt am 8. Februar 2020 in Dresden)
- 1500 m 2:20,346 min (aufgestellt am 30. Januar 2016 in Sofia)
- 3000 m 5:18,124 min (aufgestellt am 18. März 2018 in Montreal)

## Weltcupsiege im Team
| Nr. | Datum             | Ort              |
| --- | ----------------- | ---------------- |
| 1.  | 3. November 2019  | Salt Lake City 1 |
| 2.  | 9. November 2019  | Montreal 2       |
| 3.  | 10. November 2019 | Montreal 3       |
| 4.  | 24. Oktober 2021  | Peking 4         |